# 白茆沙
白茆沙是中華人民共和國上海市崇明區的一個無人沙島，地處崇明島西南側的長江中，且位於江蘇省常熟市白茆塘流入長江的河口（白茆口）附近，所以島嶼得名白茆沙。白茆沙海平面以上的面積僅為0.864平方米，岸線長4978.87米。